# Let It Roll (Flo Rida)
Let It Roll è un singolo del rapper statunitense Flo Rida, pubblicato nel 2013 ed estratto dal suo quarto album in studio Wild Ones.

## Il brano
Il brano utilizza un sample tratto dalla versione di Freddie King del brano di Earl King Come On (Let the Good Time Roll) (1974).
Una seconda parte del brano vede la partecipazione del rapper statunitense Lil Wayne. Questa seconda parte è inserita nella colonna sonora del videogioco FIFA 13.

## Tracce
- Download digitale

1. Let It Roll – 3:14
2. Let It Roll, Pt. 2 (featuring Lil Wayne) – 3:31

## Video
Il videoclip della canzone è stato pubblicato prima della canzone, ovvero nel novembre 2012. Esso è stato diretto dal regista dominicano Jessy Terrero.

## Classifiche
| Classifica (2012-2013) | Posizione raggiunta |
| ---------------------- | ------------------- |
| Regno Unito            | 17                  |